# Бојан Павићевић
Бојан Павићевић (20. октобар 1975) бивши је српски футсалер и капитен Србије. Тренутно је директор футсал селекција при ФСС.